# Festival international du film d'animation d'Ottawa
 (juillet 2023).
 (juillet 2023).
Si vous disposez d'ouvrages ou d'articles de référence ou si vous connaissez des sites web de qualité traitant du thème abordé ici, merci de compléter l'article en donnant les références utiles à sa vérifiabilité et en les liant à la section « Notes et références ».
Le Festival international du film d'animation d'Ottawa (Ottawa International Animation Festival ou OIAF) est un festival de cinéma d'animation créé en 1976 à Ottawa, au Canada.

## Grand prix
- 1976 :  La Rue (en) de Caroline Leaf
- 1978 : La Traversée de l'Atlantique à la rame de Jean-François Laguionie
- 1980 : Ubu de Geoff Dunbar
- 1982 : Crac de Frédéric Back
- 1984 : Odpryski de Jerzy Kucia
- 1986 : The Frog, the Dog, and the Devil de Bob Stenhouse
- 1988 : L'Homme qui plantait des arbres de Frédéric Back
- 1990 : Yego zhena kuritsa d'Igor Kovalyov
- 1992 : Entre deux sœurs de Caroline Leaf
- 1994 : Wallace & Gromit: Le mauvais pantalon de Nick Park
- 1996 : Bird in a Window d'Igor Kovalyov
- 1998 : Porgandite öö de Priit Pärn
- 2000 : Ring of fire d'Andreas Hykade
- 2002 : Home Road Movies de Robert Bradbrook
- 2004 : Ryan de Chris Landreth
- 2005 : Milch d'Igor Kovalyov
- 2007 : A Country Doctor de Kōji Yamamura
- 2006 : Dreams & Desires: Family Ties de Joanna Quinn
- 2008 : Terra d'Aristomenis Tsirbas
- 2009 : Mary et Max d'Adam Elliot
- 2010 : The External World de David O'Reilly
- 2011 : Moxie de Stephen Irwin
- 2013 : Lonely Bones de Rosto
- 2012 : Junkyard de Hisko Hulsing
- 2014 : Seth's Dominion (en) de Luc Chamberland